# Stanislas Levillain
Stanislas Levillain ( 1774 , Le Havre - 1801 , Timor) fue un naturalista, y zoólogo francés que participó, instalado a bordo del Géographe, en el viaje a través de los mares del Sud que conducía Nicolas Baudin al Pacífico, a partir de octubre de 1800. Contrajo disentería durante la primera escala en Timor, y murió en la mar, a lo largo de Timor, el 23 de diciembre de 1801.

## Honores

### Epónimos
- Cabo Levillain, un cabo en la bahía Shark.

## Abreviatura (zoología)
La abreviatura Levillain  se emplea para indicar a Stanislas Levillain como autoridad en la descripción y taxonomía en zoología.